# Necrologium Lundense
Necrologium Lundense er en pergamentcodex, som nu findes i Universitetsbiblioteket i Lund. Den har tilhørt kannikerne ved Lund Domkirke, Sankt Laurentius, og den er ført fra midten af 1130’erne.
Dens kerne består af det egentlige necrologium, Memoriale fratum, med 1123 indskrevne i nekrologiet. Det er ordnet i kalenderform, og her gjorde man optegnelser om afdøde personer, for hvem der skulle holdes gudstjenester i Lunds domkirke. Memoriale fratrums notater er indtil 1145 indført samtidigt med selve dødsfaldene, mens de senere notater frem til ca. 1170 er overført gruppevis fra den Liber daticus, der blev indledt i 1145. Til Memoriale fratrums notater er dels føjet en serie lister af lokal natur, dels nogle vedtægter og skrifter af opbyggelig art, deriblandt de statutter, der var gældende for Sankt Laurentius, de såkaldte Consuetudines lundenses.

## Eksterne links
- Necrologium Lundense (frit tilgængelig via Alvin/Universitetsbiblioteket i Lund) i Monumenta Scaniae Historica Lund, 1923 side 131-132.